# 1746 год в науке
В 1746 году в науке произошло несколько значимых событий.

## События
- Жан Этьен Гиттар представил минералогическую карту Франции Французской академии наук.

## Открытия
- Андреас Сигизмунд Маргграф получил и описал чистый цинк.

## Изобретения
- Джон Робак изобрёл промышленную свинцовую камеру для производства серной кислоты.

## Награды
- Медаль Копли: Бенджамин Робинс

## Родились
- 7 марта — Андре Мишо, французский путешественник и ботаник второй половины XVIII века
- 10 мая — Гаспар Монж, французский математик, геометр
- 7 июля — Джузеппе Пьяцци, итальянский астроном, монах Ордена театинцев
- 11 сентября — Джованни Баттиста Вентури, итальянский учёный, известен работами в области гидравлики и оптики

## Скончались
- 14 июня — Колин Маклорен, выдающийся английский математик
- 14 ноября — Георг Вильгельм Стеллер, немецкий естествоиспытатель, адъюнкт натуральной истории и ботаники